# Kainoúryion (ort i Grekland, Västra Grekland)
Kainoúryion (Kainourgio) är en ort i Grekland.   Den ligger i prefekturen Nomós Aitolías kai Akarnanías och regionen Västra Grekland, i den centrala delen av landet, 210 km väster om huvudstaden Aten. Kainoúryion ligger 43 meter över havet och antalet invånare är 2 790. Den ligger vid sjön Límni Trichonída.
Terrängen runt Kainoúryion är varierad. Runt Kainoúryion är det ganska glesbefolkat, med 31 invånare per kvadratkilometer. Närmaste större samhälle är Agrínio, 7,2 km väster om Kainoúryion. 